# Myron Waldman
Myron Waldman (né le 23 avril 1908 à New York et mort le 4 février 2006 à Bethpage) est un animateur et réalisateur américain, principalement connu pour ses travaux au sein des Studios Fleischer.

## Documentation
- (en) Mark Newgarden, « Myron Waldman and Eve », dans The Comics Journal n°299, Fantagraphics, août 2009, p. 134-135.